# Art Ingels
Art Ingels est un mécanicien américain considéré, avec Lou Borelli, comme le créateur du karting en 1956,.

## Biographie
Art Ingels était mécanicien dans la société Kurtis Kraft à Glendale en Californie, qui concevait des voitures de course, en particulier pour les 500 miles d'Indianapolis.
Art a conçu et réalisé la structure du châssis tubulaire et Lou Borelli y a adapté un moteur de tondeuse à gazon West Bend 750 de 84 cm3 et un système de freinage. Les premiers tests n'ont pas été très concluants, compte tenu de la corpulence d'Art, le moteur n'était pas assez puissant. La première apparition en public eut lieu en septembre 1956.
Il quittera Kurtis Kraft pour fonder la Ingels-Borelli Kart company et produire le kart Caretta.